# Tiro al bersaglio (film 1947)
Tiro al bersaglio (Straight Shooters) è un film del 1947 diretto da Jack Hannah. È un cortometraggio animato realizzato, in Technicolor, dalla Walt Disney Productions, uscito negli Stati Uniti il 18 aprile 1947 e distribuito dalla RKO Radio Pictures. Nel gennaio 1986 fu inserito nello special Vita da paperi. In tale occasione Paperino e i nipoti furono doppiati da Franco Latini.

## Trama
Paperino lavora al tirassegno di un luna park, ma si comporta in maniera disonesta e maleducata nei confronti di Qui, Quo e Qua. Mentre se ne vanno adirati, i tre ragazzi vedono un'attrazione chiamata "medium mistico", il cui proprietario è andato a mangiare, quindi escogitano un piano. Poco dopo, Paperino viene attratto all'interno da due nipoti travestiti da Cleopatra, dopodiché il terzo spegne la luce. Una volta riaccesa due nipoti, travestiti da re Ramses mummificato, si fanno dare da Paperino dei soldi, mediante una registrazione audio attivata dal terzo. Paperino però scopre tutto, così dà loro un pezzo di incenso che brucia, il quale produce talmente tanto fumo da farli tossire. I paperotti però contagiano lo zio, che furioso li insegue, ma scivola sul nastro trasportatore con le paperelle del tirassegno e non riesce più ad alzarsi. Alla fine, Qui, Quo e Qua escono dal luna park con tutte le scatole di cioccolatini del tirassegno usate come premi.

## Distribuzione

### Edizioni home video

#### VHS
- VideoParade vol. 18 (giugno 1994)

#### DVD
Il cortometraggio è incluso nel DVD Walt Disney Treasures: Semplicemente Paperino - Vol. 3.